# Scott Shiflett
Scott Shiflett (22 agosto 1966) è un bassista e chitarrista statunitense meglio conosciuto per essere stato il basso dei Face to Face.

## Biografia
Oltre nei Face to Face Scott ha suonato anche nelle band Viva Death, Me First and the Gimme Gimmes (in qualità di chitarrista) e Jackson United.
È stato nella band punk Offspring in qualità di bassista nelle date in tour del giugno 2008 in quanto Greg K. è rimasto impegnato in famiglia perché è diventato padre per la quarta volta.

## Discografia con i Face to Face

### Album in studio
- 1996 - Face to Face
- 1999 - Standards & Practices
- 1999 - Ignorance Is Bliss
- 2000 - Reactionary
- 2002 - How to Ruin Everything

### EP
- 1999 - So Why Aren't You Happy?
- 2002 - HTRE Outtake Bonus EP

### Album dal vivo
- 1998 - Live

## Discografia con i Jackson United

### Album in studio
- 2005 - Western Ballads
- 2008 - Harmony and Dissidence

### EP
- 2003 - Jackson (EP)

## Discografia con i Me First and the Gimme Gimmes

### Album in studio
- 2006 - Love Their Country